# 米河镇
米河镇，是中华人民共和国河南省郑州市巩义市下辖的一个乡镇级行政单位。

## 行政区划
米河镇下辖以下地区：
草店村、赵岭村、小里河村、铁山村、支石村、汇龙村、刘源沟村、高庙村、两河口村、东竹园村、半个店村、米北村、米南村、双楼村、菜园村、苇园村、魏寨村、明月村和水头村。